# عبد المجيد منجونة
عبد المجيد منجونة معارض سوري الجمهورية العربية السورية ومعتقل سابق من عام 1980 حتى عام 1990 على خلفية مشاركته في إضرابات نقابات المهن العلمية في سوريا.

## مناصب تقلدها
- شغل منصب وزير في العام 1974 على خلفية دخول حزب الاتحاد الاشتراكي العربي الديمقراطي للجبهة، بعد فترة قليلة توضحت الصورة بأن الهدف هو احتواء الحركة الحزبية وتفتيته ضمن آلية الجبهة، انسحب الاتحاد الاشتراكي فاستجاب عبد المجيد وانسحب من الوزارة احتجاجا.
- يشغل منصب الأمين العام المساعد لحزب الاتحاد الاشتراكي العربي الدّيمقراطي.
- عضو المؤتمر العام للمحامين في الجمهورية العربية السورية.

نشط عبد المجيد منجونة أوائل الـ 2000 في منتديات ربيع دمشق التي انتشرت في كل أنحاء سوريا إبّان استلام بشار الأسد لمقاليد الحكم في البلاد، وكان أحد مؤسّسي منتدى عبد الرحمن الكواكبي في حلب والنّاطق الإعلامي باسمه.
تم إغلاق المنتدى في تشرين الأول 2002 بعد منع عبد المجيد منجونة من إلقاء محاضرة عن “النّظام الانتخابي في سورية”.
- أسّس جمعية حقوق الإنسان في سورية في العام 2001 بالاشتراك مع مجموعة من النشطاء مثل هيثم المالح أنور البني رزان زيتونة وغيرهم…

هو أحد الموقعين على إعلان دمشق بيروت وعلى العديد من البيانات المطالبة بوقف الاعتقال التعسفي والمطالبة بالحريات.
عام 2005 أصدر مجموعة من الأحزاب العلمانية والاخوان المسلمين وعدد من المستقلين بياناً أطلقو عليه “إعلان دمشق” يطالب بـ “تغيير ديموقراطي جذري” في سوريا وتم تشكيل مجلس وطني بداية كانون الأول وشغل عبد المجيد منجونة منصب عضو اللجنة المؤقتة لتجمع اعلان دمشق.

## منعه من السفر
منعت السّلطات السّورية عبد المجيد منجونة، من السفر إلى اليمن للمشاركة في المؤتمر القومي العربي الذي يبدأ أعماله في صنعاء الجمعة 9/5/2008.